# سبزه میدان تهران

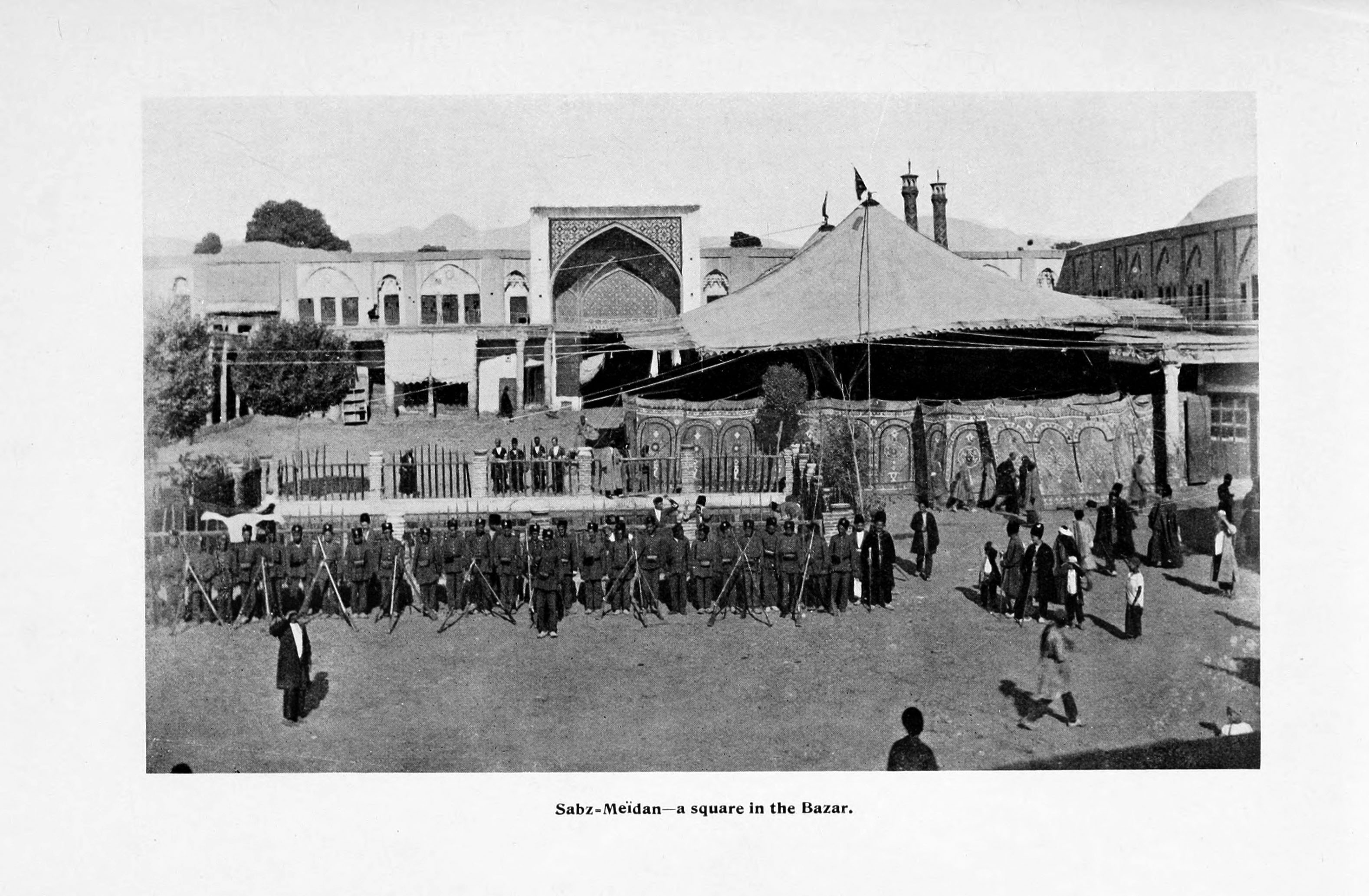
دروازه‌های تهران، مردم تهران، سبزه میدان (تهران)، بازار بزرگ تهران، تهران در دهه ۱۹۰۰ میلادی

سبزه میدان از میدان‌های مهم دارالخلافه تهران می‌باشد و در محله بازار تهران و خیابان ۱۵ خرداد واقع شده‌ است و در واقع میدان اصلی شهر در دوره قاجار بوده‌ است، که به دستور امیر کبیر درسال ۱۲۶۸ ه‍. ق، توسط حاجب الدوله تغییراتی اساسی در بافت آن به عمل آمد و در دوره رضا شاه هم تغییراتی یافت.
به گفته اعتمادالسلطنه، میدان دروازه و دو طبقه بنا در چهار طرف آن داشت، که طبقات زیرزمین آن با ایوان‌های سرپوشیده به دکان‌دارها و عطاریها اختصاص داشت. دهانه اصلی ورودی بازار به بازار کفاش‌ها یا ارسی دوزها راه می‌یابد و چهار طرفش با چهار دهانه به بازار صحاف‌ها و توتون فروش‌ها و کفاش‌ها و خیابان جباخانه(۱۵خرداد کنونی) منتهی می‌شود.

## دلیل نامگذاری
«به گفته اعتمادالسلطنه دلیل نامگذاری این محل به سبزه میدان به دوران سلطنت زندیه و اوایل قاجارها این بود که در این محل که به ظاهر دشتی گسترده بود، انواع سبزی‌ها را برای مصرف اهالی تهران کشت می‌کردند. البته این میدان در زمان قاجاریه «تخته پل» هم نامیده می‌شد»

## رویدادها و وقایع مهم
«از رویدادهای مهمی که در سبزه میدان به عنوان اولین میدان مدرن شهر اتفاق می‌افتاد اعدام مجرمان بود که این عمل بنا به دستور امیرکبیر به میدان پاقاپوق (اعدام قدیم و محمدیه فعلی) منتقل شد. در گذشته، سبزه میدان علاوه بر محل کسب، محل تجمع مردم در ایام ماه محرم بوده و هم‌اکنون نیز در دهه اول ماه محرم مردم مراسم عزاداری خود را در آن برگزار می‌کنند»

## مرکز داد و ستد در تهران
«در ضلع جنوبی سبزه میدان بازار اصلی تهران شکل گرفت که از دوره فتحعلی شاه به تدریج توسعه یافت و محل اصلی داد و ستد تهرانی‌ها شد. در واقع سبزه میدان و بازار قدیم، نقطه ثقل تهران به حساب می‌آمد که عمده تجارت شهر در این قسمت انجام می‌شد. شاید این قسمت از شهر به مانند گذشته کمترین حجم جمعیتی را به لحاظ اسکان در اطراف این میدان دربرداشته باشد، اما در گذشته از محل‌های بسیار مهم شهر بود و بازار منشعب از آن نبض پایتخت به‌شمار می‌رفت»